# جوش دن
جوشوا وليام دن (بالإنجليزية: Joshua William Dun) (ولد في 18 يونيو 1988). هو موسيقي أمريكي، وهو عازف الطبل في فرقة توينتي ون بايلوتس، جنبا إلى جنب مع المغني الرئيسي تايلر جوزيف.

## روابط خارجية
- جوش دن على موقع IMDb (الإنجليزية)
- جوش دن على موقع ميوزك برينز (الإنجليزية)
- جوش دن على موقع أول ميوزيك (الإنجليزية)
- جوش دن على موقع ديسكوغز (الإنجليزية)
- جوش دن على موقع قاعدة بيانات الفيلم (الإنجليزية)